# Пранди (Верона)
Пранди је насеље у Италији у округу Верона, региону Венето.
Према процени из 2011. у насељу је живело 38 становника. Насеље се налази на надморској висини од 85 м.